# Квинт Петиедий Гал
Квинт Петиедий Гал (на латински: Quintus Petiedius Gallus) е политик и сенатор на Римската империя през 2 век.
През 153 г. Гал е суфектконсул заедно с Гай Катий Марцел.